# جیمز ایستلند
جیمز ایستلند (به انگلیسی: James Eastland) سناتور سابق عضو حزب دموکرات ایالات متحده آمریکا بود. وی در سال ۱۹۴۱ و ۱۹۴۳ تا ۱۹۷۹ میلادی سناتور ایالت میسیسیپی در سنای ایالات متحده آمریکا بود.